# ماكس غيليز
ماكس غيليز (بالإنجليزية: Max Gillies)‏ هو ممثل أسترالي، ولد في 16 نوفمبر 1941 في ملبورن في أستراليا.

## وصلات خارجية
- ماكس غيليز على موقع IMDb (الإنجليزية)
- ماكس غيليز على موقع ميوزك برينز (الإنجليزية)
- ماكس غيليز على موقع قاعدة بيانات الفيلم (الإنجليزية)